# خواندن (نقاشی فانتن-لاتور)
خواندن (به فرانسوی: La Lecture)، (به انگلیسی: The Reading) یک نقاشی اثر نقاش فرانسوی آنری فانتن لاتور در سال ۱۸۷۷ است. این اثر در سال ۱۹۰۱ توسط موزه هنرهای زیبای لیون در شهر لیون، جایی که هم‌اکنون در آن نگهداری می‌شود، بدست آمد.
این نقاشی دو زن را نشان می‌دهد که در یک اتاق نشسته‌اند. زن سمت راست در حال خواندن کتاب است و روی میز پوشانده شده با سفره نقش دار تزئینی و گلدان با تعدادی گل تکیه داده‌است. به نظر می‌رسد زن دیگر در سمت چپ به خواندن گوش نمی‌دهد، زیرا ظاهراً پریشان است. رنگ دیوار پس زمینه که بخش زیادی از نقاشی را در خود جای داده‌است و هم رنگ لباس‌های سیاه هر دو خانم بسیار تند و تیز است.